# Arya Maulana Aldiartama
Arya Maulana Aldiartama (* 30. September 1995 in Surakarta) ist ein indonesischer Badmintonspieler. 

## Karriere
Arya Maulana Aldiartama nahm 2012 und 2013 an den Badminton-Juniorenweltmeisterschaften und an den Junioren-Badmintonasienmeisterschaften teil. 2011 siegte er bei den Tangkas Juniors und 2012 bei den Malaysian Juniors. Bei den German Juniors 2012 wurde er Zweiter ebenso wie bei den Romanian International 2012 und den Maldives International 2013.